# Las 50's
Las 50's es uno de los sectores que conforman la ciudad de Cabimas (Estado Zulia), Venezuela que pertenece a la parroquia Ambrosio en la costa oriental del Lago de Maracaibo.

## Ubicación
Las 50's se encuentra entre el sector Ambrosio al norte (calle Carabobo) y oeste (calle 3 las 50's), las 40's al este (calle 1 las 50's) y Urb la Rosa (la av Principal Las 40's) al sur.

## Zona Residencial
Las 50's es una zona residencial, recibe su nombre de las 50 casas originalmente construidas. Tiene un conjunto residencial con apartamentos frente al liceo Pedro J. Hernández (Residencias las 50's, calle Carabobo).

## Vialidad y Transporte
Las 50's consta de 3 calles perpendiculares a la calle Carabobo y a la av Principal las 40's.
Por las 50's pasa la línea de carros las 40's.

## Sitios de Referencia
- Residencias las 50's. Av Carabobo frente al liceo Pedro J. Hernández.
- Cancha las 50's. Av Carabobo. Con calle 3 las 50's.